# Microsoft InfoPath
Microsoft InfoPath（マイクロソフト インフォパス）は、マイクロソフトが開発・販売しているXMLオーサリングソフトである。Microsoft Office 2003の最大の強化ポイントであるXML連携強化の一環として開発された。

## 概要
XML文書の作成と情報収集、再利用を円滑に処理できるようにするためのツールで、Microsoft Office 2003より搭載された。XML本来の機能である、ユーザー側による定義をXMLの知識がなくとも比較的簡単に行うことができる。またデータベースを中継することにより、情報の再利用や分析・判断が今まで以上に行いやすくなると期待されている。製品にはあらかじめ業務に関わるテンプレート（営業・事務・管理など）が収録されているため、それらを利用して独自にカスタマイズするのも有効であろう。
Microsoft Office SharePoint Server上にSharePoint Forms Servicesを導入することで作成した帳票をWebアプリケーションとして利用することができる。この利用方法により、InfoPathをインストールしていないPCからも入力ができる。
Forms Servicesの利用により、頻繁に変更される帳票の作成・修正が大幅に簡易化される。

## 関連事項
- Microsoft Office
- Microsoft Windows
- XMLデータベース
- オフィススイートの比較